# Xã Deerfield, Quận Tioga, Pennsylvania
Xã Deerfield (tiếng Anh: Deerfield Township) là một xã thuộc quận Tioga, tiểu bang Pennsylvania, Hoa Kỳ. Năm 2010, dân số của xã này là 662 người.